# 김종훈 (모델)
김종훈(1992년 6월 8일 ~ )은 대한민국의 배우이자 모델이다.

## 학력
- 유한공업고등학교

## 출연 작품

### 영화
- 《마녀》 (2018년)
- 《괴물들》 (2018년) - 이용규 역
- 《브이아이피》 (2017년) - 요원4 역

### 드라마
- 《지금부터, 쇼타임!》 (MBC, 2022년) - 서희수 역
- 《경찰수업》 (KBS2, 2021년) - 한민국 역
- 《나는 길에서 연예인을 주웠다》 (oksusu 오리지널 드라마, 2018년) - 낙구 역
- 《라이브》 (tvN, 2018년) - 민원우 순경 역
- 《마녀보감》 (JTBC, 2016년) - 밭쇠 역
- 《연금술사》 (MBC Every1, 2015년) - 이형민 역
- 《하녀들》 (JTBC, 2014년) - 떡쇠 역

### 방송
- 《TAKE 511》 (MBC Every1, 2014년)
- 《도전! 수퍼모델 코리아 GUYS & GIRLS》 (On Style, 2014년)

### 광고
- 2017년 삼성 갤럭시S8

### 뮤직비디오
- 2016년 강타 - 단골식당